# Czyrna
Czyrna (j. łemkowski Чырна) – wieś w Polsce położona w województwie małopolskim, w powiecie nowosądeckim, w gminie Krynica-Zdrój. Leży w południowo-zachodniej części Beskidu Niskiego, w szerokiej dolinie górnego biegu potoku Czyrnianka, dopływu Białej Dunajcowej.
Wieś lokowana w 1574 roku. W latach 1975–1998 miejscowość administracyjnie należała do województwa nowosądeckiego.

## Zabytki
Obiekt wpisany do rejestru zabytków nieruchomych województwa małopolskiego.
- Kościół parafialny (dawna cerkiew) pw. św. Paraskewy.
Dawna cerkiew łemkowska zbudowana w 1893 roku według projektu austriackiego architekta Delavo, obecnie kościół rz.-kat. pw. Niepokalanego Serca NMP.

## Demografia
Ludność według spisów powszechnych, w 2009 wg PESEL.
| Rok    | 1900 | 1921 | 1931 | 2002 |
| Liczba | 88   | 85   | 90   | 32   |

| Zwierzęta | Konie | Bydło | Owce | Świnie |
| Liczba    | 22    | 426   | 41   | 69     |

Ochotnicza Straż Pożarna w Czyrnej działa od 1949 roku i posiada samochód Renault Master GLM (zastąpił w 2018 Fiata Ducato).

## Osoby związane z Czyrną
- Patryk Czyrniański – siatkarz
- Martyna Czyrniańska – siatkarka